# Bentley Speed 8
Bentley Speed 8 — серія прототипів автомашин компанії Bentley для перегонів 24 години Ле-Мана, що була розроблена британською компанією Racing Technology Norfolk на основі розробки R8C.

## Історія
Bentley EXP Speed 8 був розроблений згідно з регламентом Західного автомобільного клубу (фр. Automobile Club de l'Ouest, ACO) — організатора перегонів 24 години Ле-Мана. Головний конструктор Пітер Еллерай розробив модель на основі конструкції Audi R8C із закритим кузовом, чий розвиток після однієї участі у перегонах був зупинений. У першому прототипі використали мотор Audi V8 об'ємом 3600 см³,6-ступінчасту коробку передач, шини Michelin спочатку замінили на Dunlop (2001, 2002).
Дебют Bentley EXP Speed 8 відбувся 16/17 червня 2001 на 24 годин Ле Мана після періоду 73-річною відсутності команди Bentley на перегонах. Гонщики Енді Уоллес, Буч Лайтзінгер, Ерік ван де Пуле зайняли третє місце після тоді непореможних Audi R8 (LMP)
У 2002 розпочали подальший розвиток моделі. Для покращення технічних характеристик моделі об'єм мотору збільшили до 4000 см³, потужність до 650 к.с., а до 2003 у кузові змінили аеродинаміку передньої частини, кабіни, виконаного з вуглепластику і алюмінієвої сотової конструкції типу монокок. Модернізована модель отримала позначення Bentley Speed 8.
Загалом було виготовлено 2 тестові екземпляри, чотири екземпляри EXP Speed 8, п'ять Speed 8. Серед них декотрі машини не брали участі у перегонах, а використовувались для презентацій, краш-тестів.